# Chiềng Tương
Chiềng Tương est une commune rurale, située dans le district de Yên Châu (province de Sơn La, Viêt Nam).

## Géographie
Chiềng Sàng a une superficie de 68,75 km².

## Histoire
La commune fut créée le 13 mars 1979.

## Politique
Le code administratif de la commune est 04102.

## Démographie
En 1999, la commune comptait 2 862 habitants.
Les principaux groupes ethniques sont les Kinhs, les Thaïs, et les Hmongs.

## Sources
- (vi) Cet article est partiellement ou en totalité issu de l’article de Wikipédia en vietnamien intitulé « Chiềng Tương » (voir la liste des auteurs).